# Damien Maitre
Damien Maitre (* 19. Juni 1984 in Bourg-Saint-Maurice) ist ein ehemaliger französischer Skispringer und heutiger Trainer. Er ist seit 2016 Trainer der französischen Damen-Skisprung-Nationalmannschaft.

## Werdegang
Maitre, der für den örtlichen Skiverein von La Rosière startete, gab sein internationales Debüt am 19. Januar 2002 im Skisprung-Continental-Cup. Als 40. in Courchevel blieb er dabei ohne Gewinn von Continental-Cup-Punkten. Erst im Januar 2005 gelang ihm dies erstmals mit einem 27. Platz in Lauscha. Auch in Brotterode, Westby und Iron Mountain sammelte er Punkte. Seine erste erfolgreiche Saison beendete er schließlich mit 51 Punkten auf Rang 80 der Gesamtwertung. Im August 2005 startete er in Courchevel beim Skisprung-Grand-Prix, blieb aber als 52. ohne Erfolg. Im Februar 2006 ging er an gleicher Stelle bei zwei Springen im FIS Cup an den Start und erreichte mit einem vierten und einem zweiten Platz gute Resultate. Mit Rang 19 beim letzten Springen des Winters in Bischofshofen erreichte er sein bestes Saisonresultat. Bei der Winter-Universiade 2007 in Turin erreichte er nach einem guten 20. Platz von der Normalschanze mit der Mannschaft am Ende nur Rang 12. Von der Großschanze sprang er ebenfalls auf den 20. Platz. Nachdem er nach der Universiade im Continental Cup keinerlei Punkte mehr erreichen konnte, beendete er nach dem Ende der Saison 2006/07 seine aktive Karriere.
Bereits kurz nach seinem Karriereende begann er als Trainer beim Comité de Savoie. Im März 2016 übernahm Maitre den Cheftrainerposten der französischen Damennationalmannschaft von Fred Zoz.

## Erfolge

### Continental-Cup-Platzierungen
| Saison  | Sommer | Sommer | Winter | Winter | Gesamt | Gesamt |
| Saison  | Platz  | Punkte | Platz  | Punkte | Platz  | Punkte |
| ------- | ------ | ------ | ------ | ------ | ------ | ------ |
| 2004/05 | –      | –      | –      | –      | 80.    | 51     |
| 2005/06 | –      | –      | –      | –      | 88.    | 33     |